# مارسلو پاگانی
مارسلو پاگانی (انگلیسی: Marcelo Pagani؛ زادهٔ ۱۹ اوت ۱۹۴۱) بازیکن فوتبال اهل آرژانتین است.
از باشگاه‌هایی که در آن بازی کرده‌است می‌توان به باشگاه فوتبال ریور پلاته، باشگاه ورزشی آئوداکس ایتالیانو، باشگاه فوتبال اینتر میلان، باشگاه فوتبال مسینا، و باشگاه فوتبال روساریو سنترال اشاره کرد.
وی همچنین در تیم ملی فوتبال آرژانتین بازی کرده‌است.